# Лютня
Лю́тня — родина різноманітних старовинних музичних інструментів поширених в Європі та Малій Азії зі стародавніх часів.
Європейська лютня — щипковий струнний музичний інструмент з ладами на грифі й овальним корпусом. Слово «лютня» ймовірно походить від араб. al‘ud, «дерево», хоча нещодавні дослідження Екхарда Нойбауера доводять що ‘ud просто є арабізованим варіантом перського слова rud, що має значення струни, струнного інструменту, або лютні. Водночас Джанфранко Лотті вважає, що «дерево» було зневажливим терміном в ранньому ісламі, у зв'язку із забороною ним будь-якої інструментальної музики.
Виконавець на лютні називається лютністом, а виробник лютнярем.
Лютні виготовляються майже цілком з дерева. Дека, зроблена з тонкого
листа деревини (як правило ялини) має овальну форму. У всіх типах лютні дека містить одинарну або іноді потрійну розетку замість звукового отвору. Розетки як правило багато декоровані.
Корпус лютні збирають з окремих ребер твердого дерева (клен, вишня, ебоніт, червоне дерево і ін.).
На відміну від більшості сучасних струнних інструментів гриф лютні вмонтовується на одному рівні з декою і не нависає над нею.
Шийка лютні як правило виготовляється з легкого дерева з покриттям з ебоніту.

## Історія

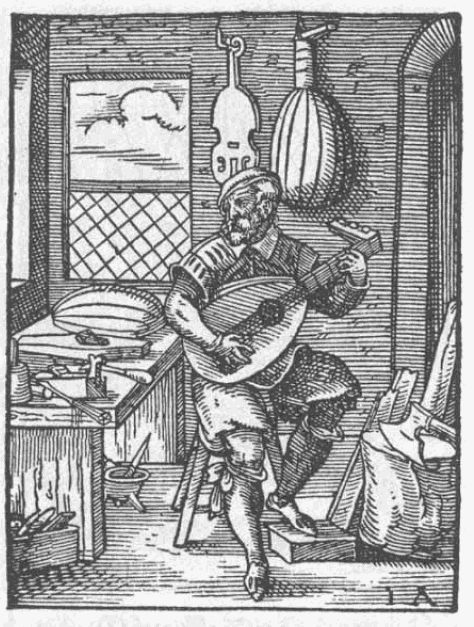
Старовинна майстерня лютняра, 1568 р.

Походження лютні достеменно невідомо. Різні варіанти інструменту використовувалися з давніх-давен в культурах Стародавнього Єгипту, Хеттського царства, Стародавньої Греції, Стародавнього Риму, Болгарії, Османської імперії, Китаю, Кілікії. На початку VII століття схожі за формою варіанти лютні з'явилися в Персії, Вірменії, Візантії та Арабському халіфаті. У VI столітті, завдяки болгарам, лютня з короткою шийкою поширилася по всьому Балканському півострові, а в VIII столітті була принесена маврами в культури Іспанії та Каталонії, таким чином витіснивши домінуючі до цього в Середземномор'ї лютні з довгою шийкою, пандуру і цитру. Історія останніх на цьому, однак, не закінчилася: на їх основі виникли італійська гітара, колашоне і кітарроне.
На стику XV, XVI і століть багато іспанських, каталонських та португальських лютнярів поряд з лютнею стали використовувати віуелу де мано («ручну віуелу»), інструмент, який за формою близький до віоли да гамба і чий лад відповідає строю лютні. Віуела під назвою «віола да мано» надалі поширилася на територіях Італії, що перебували на той час під владою Іспанії, особливо в Сицилії, Неаполітанському королівстві і папській державі часів Папи Олександра VI. Можливо, найважливішим «перевалочним пунктом» між мусульманською та європейською християнською культурами в даному випадку слід вважати саме Сицилію, куди лютня була принесена візантійськими або, пізніше, сарацинськими музикантами. У зв'язку з тим, що ці співаки-лютнярі служили придворними музикантами в період, що склався після відродження на острові християнства, лютня частіше, ніж будь-які інші музичні інструменти, зображена на розписі стель побудованої в 1140 році у церкві Каппелла Палатіна (Палермо, Італія), заснованої норманським королем Рожером II. До XIV століття лютня вже поширилася по всій території Італії і змогла з Палермо проникнути в німецькомовні країни, ймовірно, завдяки впливу, який чиниться на культури сусідніх держав династією Гогенштауфенів. Середньовічні лютні мали чотири або п'ять парних струн. Звукодобування здійснювалося за допомогою плектра. Розмір лютень варіювався: існує документальне підтвердження того, що до кінця епохи Ренесансу, налічувалося до семи розмірів (виключаючи басову лютню). Очевидно, в Середньовіччі лютня в основному використовувалася для акомпанементу. Кількість музичних партитур, написаних до початку XVI століття, що збереглися до наших днів, яку з великою впевненістю можна віднести до творів спеціально для лютні — надзвичайно мало. Швидше за все, це пояснюється тим, що в Середньовіччі і на початку епохи Ренесансу лютневий акомпанемент мав імпровізаційний характер, що не вимагає нотного запису. В останні десятиліття XV століття, лютнярі поступово відмовилися від використання плектра на користь пальцевого способу гри придатнішого для виконання поліфонічної музики. Кількість парних струн збільшилася до шести і більше. У XVI столітті лютня стала головним сольним інструментом свого часу, однак продовжувала використовуватися і для акомпанементу співакам. До кінця Відродження кількість парних струн зросла до десяти, а в епоху бароко досягла чотирнадцяти (іноді доходячи до дев'ятнадцяти). Інструменти, що налічують до 26-35 струн, зажадали зміни самої структури лютні. На момент завершення історія розвитку інструменту архілютня, теорба і торбан мали подовжувачі, вбудовані в основну колкову головку, що створювало додаткову резонуючу довжину басових струн. Людська долоня нездатна охопити чотирнадцять струн для грифа, і тому басові струни були навішані поза грифом і ніколи не затискалися лівою рукою.
В епоху бароко функції лютні були в значній мірі обмежені акомпанементом бассо контінуо, і поступово вона була витіснена в цій іпостастії клавішними інструментами. Починаючи з XIX століття, лютня практично вийшла з ужитку, але кілька її різновидів продовжували існувати в Німеччині, Швеції та Україні.

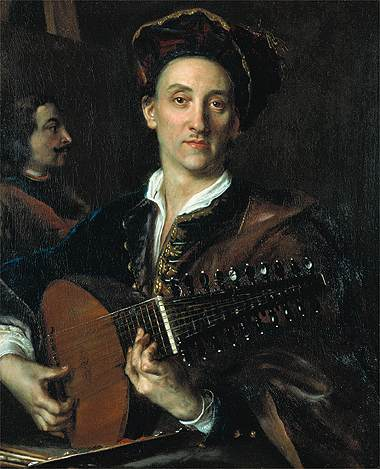
Художник Давид Хойер грає на лютні, картина Яна Купецкого, 1711

## Стрій

### Стрій середньовічної лютні
Середньовічні лютні були інструментами з 4 або 5 струнами, на яких грали пером в якості медіатора. За відсутності письмових записів середньовічної музики, встановити стрій інструмента важко.

### Стрій ренесансної лютні
Ренесансова тенерова лютня була налаштована по інтервалам кварти між усіма струнами, крім третьої та четвертої, що були налаштовані між собою у мажорну терцію. Тенерова 6-струнна лютня, зазвичай була налаштована номінально в Соль (до XX століття не було стандарту висоти тону) по найнижчій струні. Стрій мав такий вигляд — (G'G) (Cc) (FF) (AA) ( dd) (g) від найнижчої струни до найвищої. На гітарі твори для ренесансної лютні можна грати, налаштував третю струну на пів тону вниз, маючи такий стрій E, A, d, f#, h, e'.
Для лютні з більш, ніж шістьма струнами додавали струни нижче за звучанням і використовували їх у якості додаткових басових нот. Тому для 8-хорової лютні справедливий стрій (D'D) (F'F) (G'G) (Cc) (FF) (AA) (dd) (g) від найнижчої до найвищої.
Для 10-хорової — ( C'C) (D'D) (E ♭ 'E ♭) (F'F) (G'G) (Cc) (FF) (AA) (dd) (g).
Якщо твір вимагав інший стрій лютні, то рукописи містили інструкції для гравця, наприклад, 7e chœur en fa = "Сьомий хор (пара струн) у fa" (= F в стандартній гаммі C).

### Стрій 14-хорової архілютні
Архілютні, що збереглися, за розміром варіюють від альтів до великих тенорів. У більшості струни мають довжину 58-59 або 66-67 см на основному грифі. Альтові інструменти налаштовували таким чином: G'-A'-B'-C-D-E-F-G-A-d-g-b-e'-a '; тенора - трохи нижче: F'-G'-A'-B'-C-D-E-F-G-c-f-a-d'-g '

### Стрій барокової лютні
Перша частина XVII століття була періодом значного розмаїття в налаштуванні лютні, особливо у Франції. Однак приблизно до 1670 р. схема, відома сьогодні як «барокова» чи «мінорна», стала нормою, принаймні у Франції, у Північній та Центральній Європі. Відомий стрій 13-струнної барокової лютні найпліднішого композитора німецької лютневої барокової музики Сильвіуса Леопольда Вайса у строї (A ″ A ') (B ″ B') (C'C) (D'D) (E'E) (F'F) (G 'G) (A'A') (DD) (FF) (AA) (d) (f).

Сучасні лютністи налаштовують свої інструменти від А = 392 до 470 Гц, залежно від типу інструменту, на якому вони грають, репертуару, висоти звуку інших інструментів в ансамблі і таке інше.

## Репертуар

### Видатнікомпозиторилютневої музики

#### Ренесанс
Італія
- Vincenzo Capirola
- Francesco Canova da Milano, Ренесанс—Центральна Європа
- Bálint Bakfark,
- Melchior Newsidler

Англія
- Джон Доуленд,
- Джон Джонсон,
- Philip Rosseter[en],
- Thomas Campion[en],

#### Бароко
Італія
- Алессандро Піччіні
- Антоніо Вівальді,
- Johannes Hieronymus Kapsberger

Франція
- Робер де Візе,
- Denis Gaultier[en]

Німеччина
- Йоганн Себастьян Бах,
- Silvius Leopold Weiss,
- Wolf Jakob Lauffensteiner,
- Joachim Bernhard Hagen,
- Adam Falckenhagen,
- Karl Kohaut

#### Модерні та сучасні композитори
- Johann Nepomuk David — Німеччина
- Володимир Вавілов — Росія
- Sandor Kallosz — Угорщина-Росія
- Stefan Lundgren — Німеччина-Швеція
- Toyohiko Satoh — Японія-Нідерланди
- Ronn McFarlane — США
- Paulo Galvão — Португалія
- Rob MacKillop —Шотландія
- Jozef van Wissems —Нідерланди
- Александр Данилевський — Франція-Росія
- Роман Туровський-Савчук — США-Україна
- Максим Звонарьов —Україна
- Волівач Василь Борисович - Україна

## Бібліоґрафія
- І. Зінків.лютня // Українська музична енциклопедія. — К. : Ін-т мистецтвознавства, фольклористики та етнології ім. М. Т. Рильського НАН України, 2011. — Т. 3. — С.  245—246.
- Лакизюк В. Лютня в Україні / Віктор Лакизюк // Пам'ятки України: історія та культура. —1995. — № 1. — С. 55—57.

- A History of the Lute from Antiquity to the Renaissance by Douglas Alton Smith, published by the Lute Society of America (2002). ISBN 0-9714071-0-X
- The Lute in Britain: A History of the Instrument and its Music by Matthew Spring, published by Oxford University Press (2001).
- Historical Lute Construction by Robert Lundberg, published by the Guild of American Luthiers (2002).
- La musique de luth en France au XVIe siècle by Jean-Michel Vaccaro (1981).
- Articles in Journal of the Lute Society of America (1968-), The Lute (1958-), and other journals published by the various national lute societies.
- Eckhard Neubauer, "Der Bau der Laute und ihre Besaitung nach arabischen, persischen und türkischen Quellen des 9. bis 15. Jahrhunderts, " Zeitschrift für Geschichte der arabisch-islamischen Wissenschaften, vol. 8 (1993): 279—378.

## Дискографія
- Гопкінсон Сміт [Архівовано 24 березня 2022 у Wayback Machine.]
- Роберт Барто [Архівовано 1 травня 2006 у Wayback Machine.]